# ルーシー・リード
ルーシー・リード（Lucy Reed、1921年1月14日 - 1998年7月1日）は、1950年代にシカゴのジャズ・シーンで活躍したアメリカのジャズ歌手。彼女はウィスコンシン州マーシュフィールドで、ルシル・ドリンジャーとして生まれた。1955年、ニューヨークでビル・エヴァンスと共演し、1957年にはディック・マークスとジョニー・フリゴと共演した。ミネソタ州セントポールのフンボルト高校に通う10代の頃、彼女はKSTPラジオで4人の女の子のグループと一緒に歌い始め、週に5ドルを稼いだ。ルーシーは、ミシガン州アイアンマウンテンに住んでいたときに、最初の夫であるジャズ・ドラマーのジョーイ・デリダーと出会い、彼の音楽グループであるジョーイ・デリダー・オーケストラと共演した。彼らは1941年6月に結婚し、1942年7月に息子をもうけたが、1944年7月31日にドイツのミュンヘン上空で、B-17の副操縦士であったジョーイが戦死した。

## ディスコグラフィ

### リーダー・アルバム
- 『ルーシー・リード・ウィズ・ビル・エヴァンス』 - The Singing Reed (1957年、Fantasy)
- This Is Lucy Reed (1957年、Fantasy)
- Basic Reeding (1994年、Audiophile)[4]